# Forcipomyia luteisquamosa
Forcipomyia luteisquamosa är en tvåvingeart som beskrevs av Wirth 1972. Forcipomyia luteisquamosa ingår i släktet Forcipomyia och familjen svidknott. Inga underarter finns listade i Catalogue of Life.